# 米野みちよ
米野 みちよ（よねの みちよ、英語: Michiyo Yoneno-Reyes）は、日本の音楽学者・人類学者（音楽学・文化人類学・移民研究・アジア研究・東南アジア研究・フィリピン研究）。学位はDoctor of Philosophy（フィリピン大学・2011年）。静岡県立大学国際関係学部教授・大学院国際関係学研究科教授。
フィリピン大学アジアセンター准教授、東京大学東洋文化研究所准教授などを歴任した。

## 概要
音楽学者であると同時に人類学者でもあり、音楽学、文化人類学、移民研究、アジア研究、東南アジア研究、フィリピン研究を専攻する。在日フィリピン人の音楽活動についての研究や、経済連携協定の下での東南アジアの看護師の移動に関する研究などで知られている。フィリピン大学、東京大学、静岡県立大学などで教鞭を執った。

## 来歴

### 生い立ち
国が設置・運営する東京芸術大学に進学し、音楽学部の楽理科にて学んだ。1991年（平成3年）3月、東京芸術大学を卒業した。それに伴い、芸術学士の称号を取得した。1996年（平成8年）、文部省のアジア諸国派遣奨学生に選任される。その後、フィリピン共和国に渡り、フィリピン大学の音楽学部の修士課程にて学んだ。1998年（平成10年）5月、フィリピン大学の修士課程を修了した。それに伴い、Master of Musicの学位を取得した。

### 音楽学者として
修士課程修了後、母校であるフィリピン大学に採用され、1999年（平成11年）6月にアジアセンターの専任の講師として着任した。2005年（平成17年）6月、フィリピン大学のアジアセンターにて助教授に昇任した。それと並行して、フィリピン大学の社会科学哲学部に進学しており、フィリピン研究プログラムの博士課程にて学んだ。2011年（平成23年）5月、フィリピン大学の博士課程を修了した。それに伴い、Doctor of Philosophyの学位を取得した。2012年（平成24年）6月、フィリピン大学のアジアセンターにて准教授となった。その後、日本に帰国すると、同名の国立大学法人により設置・運営される東京大学に採用され、2017年（平成29年）1月に東洋文化研究所の准教授として着任した。2021年（令和3年）4月、県と同名の公立大学法人により設置・運営される静岡県立大学に採用され、国際関係学部の教授として着任した。国際関係学部においては、主として国際言語文化学科の講義を担当した。また、静岡県立大学の大学院においては、国際関係学研究科の教授も兼務した。国際関係学研究科においては、主として比較文化専攻の講義を担当した。

## 研究
専門は音楽学と人類学であり、文化人類学や移民研究といった分野を専攻し、アジア研究、東南アジア研究、フィリピン研究といった地域研究にも取り組んだ。フィリピン大学から取得したMaster of Musicの学位は音楽学によるものであり、Doctor of Philosophyの学位はフィリピン学によるものである。具体的には、在日フィリピン人における音楽活動について研究していた。また、経済連携協定に基づいた東南アジアからの看護師の移動についても研究していた。そのほか、20世紀初頭のアメリカ合衆国領フィリピン諸島の日本人社会について、それに関する映像のデータベース化にも参画していた。さらに、フィリピン共和国の先住民について、伝統音楽や文化の継承と記録にもかかわっていた。
これまでの業績に対しては、2003年（平成15年）と2011年（平成23年）にフィリピン大学より国際出版賞が授与されている。また、2013年（平成25年）には、フィリピン大学より百周年記念教授賞が授与されている。
学術団体としては、東洋音楽学会、日本文化人類学会、東南アジア学会、現代民俗学会、日本語教育学会、といった団体に所属していた。

## 人物
姓については、日本語では「米野」と表記しているが、ラテン文字転写する場合は「Yoneno-Reyes」と表記している。

## 略歴
- 1991年 - 東京芸術大学音楽学部卒業[4]。
- 1998年 - フィリピン大学音楽学部修士課程修了[4]。
- 1999年 - フィリピン大学アジアセンター講師[3]。
- 2005年 - フィリピン大学アジアセンター助教授[3]。
- 2011年 - フィリピン大学社会科学哲学部博士課程修了[4]。
- 2012年 - フィリピン大学アジアセンター准教授[3]。
- 2017年 - 東京大学東洋文化研究所准教授[3]。
- 2021年 - 静岡県立大学国際関係学部教授[3]。
- 2021年 - 静岡県立大学大学院国際関係学研究科教授。

## 賞歴
- 2003年 - フィリピン大学国際出版賞[5]。
- 2011年 - フィリピン大学国際出版賞[5]。
- 2013年 - フィリピン大学百周年記念教授賞[5]。

## 著作

### 単著
- Michiyo Yoneno-Reyes, East Asian Popular Culture -- Philippine Perspectives, University of the Philippines Asian Center, 2013. ISBN 978-9-71-899220-3

### 編纂
- 平野裕子・米野みちよ編『日比経済連携協定に基づくフィリピン人看護師の国際移動』長崎大学、2014年。
- 平野裕子・米野みちよ編『外国人看護師——EPAに基づく受入れは何をもたらしたのか』東京大学出版会、2021年。ISBN 978-4-13-056125-9

### 寄稿、分担執筆、等
- Timothy J. Craig and Richard King, Global Goes Local -- Popular Culture in Asia, University of British Columbia Press, 2002.
- Kiichi Fujiwara and Yoshiko Nagano, The Philippines and Japan in America's Shadow, National University of Singapore Press, 2011.

### 監修
- 国立民族学博物館撮影・製作『フィリピン周縁地域の音楽』国立民族学博物館、2019年。

### 註釈
1. ↑  東京芸術大学は、2004年に国から国立大学法人東京芸術大学に移管された。
2. ↑  芸術学士の称号は、1991年7月1日以降の学士（芸術学）の学位に相当する。ただし、東京芸術大学音楽学部では学士（芸術学）の学位は授与しておらず、学士（音楽）の学位を授与している。